# Hwang Jung-oh
Hwang Jung-oh (kor. 황정오; ur. 1 kwietnia 1958 w Jenzan) – południowokoreański judoka. Wicemistrz olimpijski z Los Angeles 1984, w wadze półlekkiej.
Brązowy medalista mistrzostw świata w 1981. Brązowy medalista mistrzostwa Azji w 1981 i 1984;

## Letnie Igrzyska Olimpijskie 1984
| Konkurencja | Rundy eliminacyjne      | Rundy eliminacyjne   | Rundy eliminacyjne  | Rundy eliminacyjne    | Rundy eliminacyjne         | Klas. końcowa |
| Konkurencja | Przeciwnik I            | Przeciwnik II        | Przeciwnik III      | Przeciwnik IV         | Przeciwnik V               | Miejsce       |
| ----------- | ----------------------- | -------------------- | ------------------- | --------------------- | -------------------------- | ------------- |
| 65 kg       | Chong Siao Chin (HGK) Z | Josef Reiter (AUT) Z | Sérgio Sano (BRA) Z | Sandro Rosati (ITA) Z | Yoshiyuki Matsuoka (JPN) P | 16.           |